# ニカノル (七人のひとり)
ニカノル（ギリシア語: Νικάνωρος, ニカノロス, 英語: Nicanor ）は、正教会・カトリック教会の聖人。正教会では七十門徒に数えられている。

## 略歴
新約聖書の使徒行伝（6:5）に登場する。教勢が拡大するにつれ、やもめへの食料配給といった日々の仕事が増大するにつれて、使徒がその仕事を任せた7人の執事（輔祭、助祭）のひとりとして名が挙げられている。
正教会における伝承では、使徒行伝（8:1）にみえる、ステファノと同日に起こった大迫害の際、その致命者（殉教者）2000人とともに殺されたと伝えられている。記憶日（祝日）がステファノの翌日、1月10日であるのは、ステファノへの尊敬の念から翌日に記憶が延ばされたと考えられている。